# Petr Koželuh
Petr Koželuh, nebo také Petr Zdeněk Koželuh (* 8. února 1936, Praha) je český tanečník, choreograf, baletní mistr a pedagog. Jeho manželkou je baletka Věra Hradilová.

## Život
Narodil se v Praze a v dětství a mládí se převážně věnoval sportu, kdy dělal běh na dlouhou trať a plavání. Když odmaturoval, stal se v sedmnácti v roce 1954 členem pěveckého sboru Jihočeského divadla v Českých Budějovicích. Se souborem uváděli především operety a hudební komedie, ale i opery. Když se připravovala premiéra Prodané nevěsty, chyběli tanečníci, a tak zde zaskočil. Zde si ho všiml tehdejší šéfrežisér Miroslav Macháček a doporučil ho choreografce Věře Untermüllerové, aby ho angažovala do baletu. Od roku 1957 už byl angažován v baletu, kde nejprve tančil menší sólové role, ale v roce 1959 si už zatančil svou první velkou sólovou roli, a to Václava v Bachčisarajské fontáně. V roce 1959 odešel do baletní souboru Divadla F. X. Šaldy v Liberci, kde přešla šéfovat Věra Untermüllerová, která se stala jeho učitelkou baletu. S ní i následně přešel v roce 1961 do Divadla Josefa Kajetána Tyla v Plzni. Zde byl do roku 1963, kdy získal angažmá ve Státním divadle Brno. Právě zde se potkal se svým druhým učitelem baletu, a to s Lubošem Ogounem. Po roce opouští divadlo a stává se členem nově vzniklého (Studio) Balet Praha triem Pavlem Šmokem, Vladimírem Vašutem a Lubošem Ogounem. V roce 1970 se Pavel Šmok stává šéfem baletu v divadle v Basileji, kde přechází i jádro souboru. V roce 1973 ale Pragokoncert odmítl prodloužit umělcům dlouhodobá zahraniční angažmá, a tak se Petr Koželuh musel vrátit zpět do Československa. Po návratu jej angažoval šéf baletu Albert Janíček i s jeho partnerkou Věrou Hradilovou do Státního divadla v Ostravě a jeho první role zde byla titulní role v inscenaci Peer Gynt. V roce 1981 ale přešel k souboru Pražského komorního baletu od Pavla Šmoka, kde někdy i vykonával funkci choreografa či autora pohybové podoby inscenace v různých žánrech.
Během svého působení v několika baletních souborů vytvořil řadu rolích ať už v klasickém nebo moderním repertoáru. Díky svých přesných a čistých pohybových liniích a mimořádnou výrazovou intenzitou se představil v rolích jako například Václava v Bachčisarajské fontáně, Letce v Hirošimě, Petruccia ve Zkrocení zlé ženy, Prince v Šípkové Růžence, Prince a Rudovouse v Labutím jezeře, Šahriára v Šeherezádě, Quasimoda v Notre Dame de Paris, mužský part v Listech důvěrných a titulní role v Loutkáři a dále například v Podivuhodném mandarínovi.
V letech 1990 až 1992 už jako Petr Zdeněk Koželuh zastával funkci baletního mistra a choreografa ve Státním divadle v Ostravě a následně v letech 1992 až 1998 v Pražském komorním baletu. Za svou práci obdržel za rok 2013 Cenu Thálie za celoživotní mistrovství v kategorii balet a pantomimu.

## Ocenění
- 1991 – Prémie Českého literárního fondu
- 2013 – Cena Thálie za celoživotní taneční mistrovství